# Dimitri Cheremetiev
Pour les autres membres de la famille, voir Famille Cheremetiev.
Le comte Dimitri Nikolaïevitch Cheremetiev (Дмитри́й Никола́евич Шереме́тев), né le 3 janvier 1803 à Saint-Pétersbourg et mort le 12 septembre 1871 à Kouskovo, est un aristocrate russe à la fortune considérable qui fut un mécène de son époque.

## Biographie
Dimitri Cheremetiev est le fils du comte Nikolaï Petrovitch Cheremetiev (1751-1809) et de son épouse, née Prascovia Ivanovna Kovaliova (1768-1803), ancienne actrice serve de la famille Cheremetiev, sous le nom de Jemtchougova. Il est orphelin à l'âge de six ans et il est alors placé sous la protection de l'impératrice Marie, veuve, en témoignage de reconnaissance de l'ancienne amitié qui unissait Paul Ier au père de l'orphelin. Il est élevé par des précepteurs et devient page de la Cour en 1820. En 1823, il entre comme cornette au prestigieux régiment des chevaliers-gardes. Il est lieutenant en 1827, Stabsrotmistr (équivalent de Stabsrittmeister en Prusse) en 1830, et Flügeladjutant en 1831.
Il prend part avec son régiment à la campagne contre l'insurrection polonaise et se trouve au siège de Varsovie à la suite de quoi il est décoré de l'ordre de Saint-Vladimir de 4e classe pour ses faits d'armes. Il est élevé au grade de capitaine de cavalerie (en russe : rotmistr; dérivé du Rittmeister prussien) en 1843. Il entre ensuite dans la haute fonction publique. Il est fait conseiller de collège au ministère des Affaires intérieures, puis Kammerherr (chambellan). Il est élevé au rang de Hofmeister (maître de la maison impériale) en 1856.
Il fait construire un asile d'aliénés à Moscou, consacre des fortunes énormes à l'entretien d'églises moscovites, de lycées ou d'orphelinats et verse des dons fort importants à l'université de Saint-Pétersbourg, si bien qu'une expression est courante dans la Russie de l'époque : « vivre au compte de Cheremetiev ». Il est fait protecteur d'honneur des lycées de Saint-Pétersbourg dans les années 1840 et membre d'honneur de l'université de Saint-Pétersbourg en 1843. Il fait entièrement restaurer l'église Saint-Lazare de la laure Saint-Alexandre-Nevski. Le comte est fort respecté de la société de l'époque, ainsi que de la famille impériale. Ainsi, lorsque l'empereur Alexandre II part se faire couronner à Moscou en 1856, il s'arrête avec son épouse une semaine près de Moscou au château d'Ostankino chez le comte en signe de respect.
Il possédait environ cent cinquante mille âmes et des centaines de milliers de déciatines de terres. L'émancipation du servage réduit considérablement sa fortune, mais il préfère réduire son train de vie, plutôt que de renoncer à ses œuvres de charité.
Le comte Cheremetiev faisait partie de plusieurs sociétés: ainsi de la Société d'économie libre (depuis 1825); de la Société des naturalistes de Moscou (membre d'honneur depuis 1833) ou de la Société philharmonique de Saint-Pétersbourg (membre d'honneur depuis 1846), etc. Il était mélomane et entretenait un chœur privé dans son hôtel particulier de la Fontanka. De plus le comte aidait nombre d'artistes, de peintres, de chanteurs ou de musiciens et accueillait dans ses salles de réception pour y travailler aussi bien des peintres célèbres que des peintres inconnus. C'est ainsi qu'Oreste Kiprensky fit un portrait du jeune comte en 1824 sur fond d'enfilade des salons d'honneur. Ce tableau est actuellement au musée historique d'État de Moscou.

## Famille
Le comte Cheremetiev était l'époux de sa lointaine cousine Anna Sergueïevna Cheremetieva (1810-1849), dame d'honneur de l'impératrice Alexandra Fiodorovna et dont il eut deux fils: Nikolaï et Sergueï
Il épouse en secondes noces Alexandra Grigorievna Melnikova (1825-1874) dont il a Alexandre et Catherine.

## Décorations
- Chevalier de l'ordre de Saint-Vladimir de 4e classe avec ruban (1831)
- Chevalier de l'ordre de Saint-Stanislas de 1re classe (1856)
- Chevalier de l'ordre de Sainte-Anne de 1re classe (1858)
- Chevalier de l'ordre de Saint-Vladimir de 2e classe (1871)

## Source
- (ru) Cet article est partiellement ou en totalité issu de l’article de Wikipédia en russe intitulé « Шереметев, Дмитрий Николаевич » (voir la liste des auteurs).